# Frederick B. Dent
Frederick Baily Dent (Cape May, 17 agosto 1922 – Spartanburg, 10 dicembre 2019) è stato un politico statunitense, collaboratore delle amministrazioni Nixon e Ford.

## Biografia
Nato nel New Jersey, da piccolo si trasferì nel Connecticut con la famiglia e dopo aver studiato a Yale, Dent si arruolò in marina.
Dopo aver preso parte alla seconda guerra mondiale, Dent si stabilì definitivamente nella Carolina del Sud, dove lavorò per l'attività di famiglia. Nel frattempo si dedicò alla politica con il Partito Repubblicano.
Nel 1973 il Presidente Richard Nixon lo nominò Segretario al Commercio e Dent mantenne l'incarico anche dopo le dimissioni di Nixon e l'insediamento di Gerald Ford. Tuttavia nel 1975 Ford lo depose dalla carica di segretario per nominarlo rappresentante per il commercio. Dent continuò a svolgere questo incarico fino alla fine dell'amministrazione Ford.
Dopo aver lasciato la politica attiva, Dent tornò a fare l'imprenditore nella Carolina del Sud fino alla sua morte, avvenuta a 97 anni il 10 dicembre 2019.